# József Klobusiczky

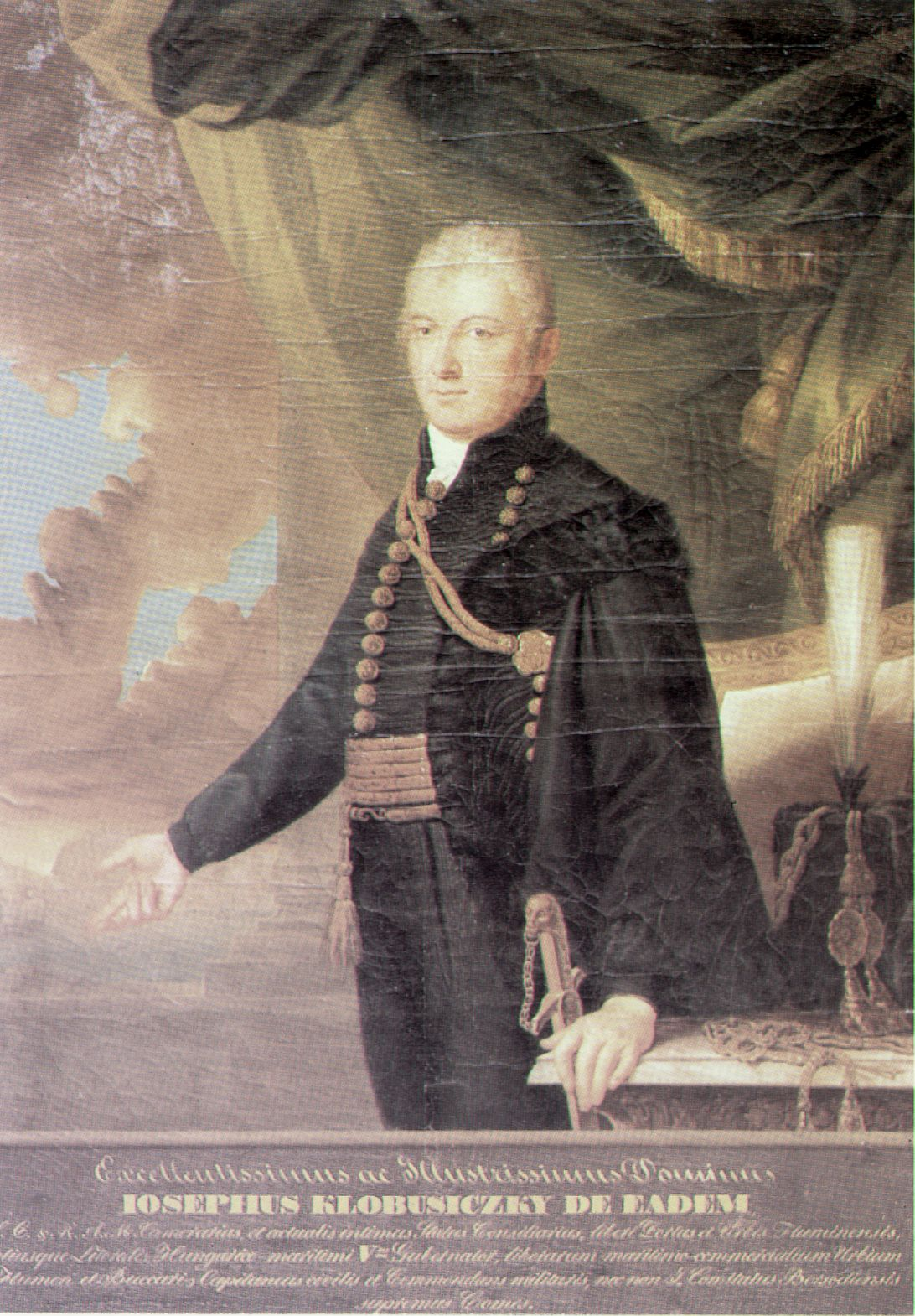
József Klobusiczky

József (Joseph) Klobusiczky von Klobusicz und Zetény (* 5. April 1756 in Fehérgyarmat; † 8. Februar 1826 in Pressburg) war ein ungarischer Politiker, Gouverneur von Fiume, Obergespan und k.k. Kämmerer.

## Leben
Klobusiczky wurde 1756 als Sohn des Oberstuhlrichters László Klobusiczky und Anna Kende von Kölcse geboren. Er arbeitete zunächst am Gouverneursstuhl in Fiume und wurde 1770 Rat und später Sekretär am Ungarischen Statthalterrat in Wien. 1801 wurde er zum Gouverneur von Fiume und des Ungarischen Küstenlands ernannt. 1805 eroberte Frankreich im Fünften Koalitionskrieg Fiume und besetzte es für kurze Zeit. Schließlich übergab Klobusiczky am 14. Oktober 1809 Fiume, das durch den Frieden von Schönbrunn an Frankreich gefallen war, den Besatzern, die es den Illyrischen Provinzen angliederten. Von 1810 bis zu seinem Tode 1826 war er Obergespan des Komitats Borsod.

## Quelle
- József Sennyey: Klobusiczky József, (klobusiczi). In: Magyar írók élete és munkái. Band 6. Hornyánszky, Budapest 1899 (arcanum.com).
- István Diós et al.: Klobusiczky. In: Magyar katolikus lexikon. Band 7. Szent István Társulat, Budapest 2002 (katolikus.hu).